# Spermacoce juncta
Spermacoce juncta är en måreväxtart som beskrevs av Harwood. Spermacoce juncta ingår i släktet Spermacoce och familjen måreväxter. Inga underarter finns listade i Catalogue of Life.